# Mont Collon
El Mont Collon (3.637 m) es una montaña en los Alpes Peninos en Suiza. Su cara norte, cubierta de glaciares domina la vista al sur desde el pueblo de Arolla. Se encuentra en el cantón del Valais al fondo del val d'Herens. No queda lejos del límite con Italia y del collado Collon, que lo une con Valpelline.
La primera ascensión la hicieron A. Cust y F. Gardiner con los guías H. y P. Knubel el 3 de agosto de 1876.

## Clasificación SOIUSA
Según la clasificación SOIUSA, el Mont Collon pertenece:
- Gran parte: Alpes occidentales
- Gran sector: Alpes del noroeste
- Sección: Alpes Peninos
- Subsección: Alpes del Grand Combin
- Supergrupo: Cadena Gelé-Collon
- Grupo: Cadena Blanchen-Collon
- Subgrupo: Grupo Blanchen-Collon
- Código: I/B-9.I-C.7.a

## Enlaces externos

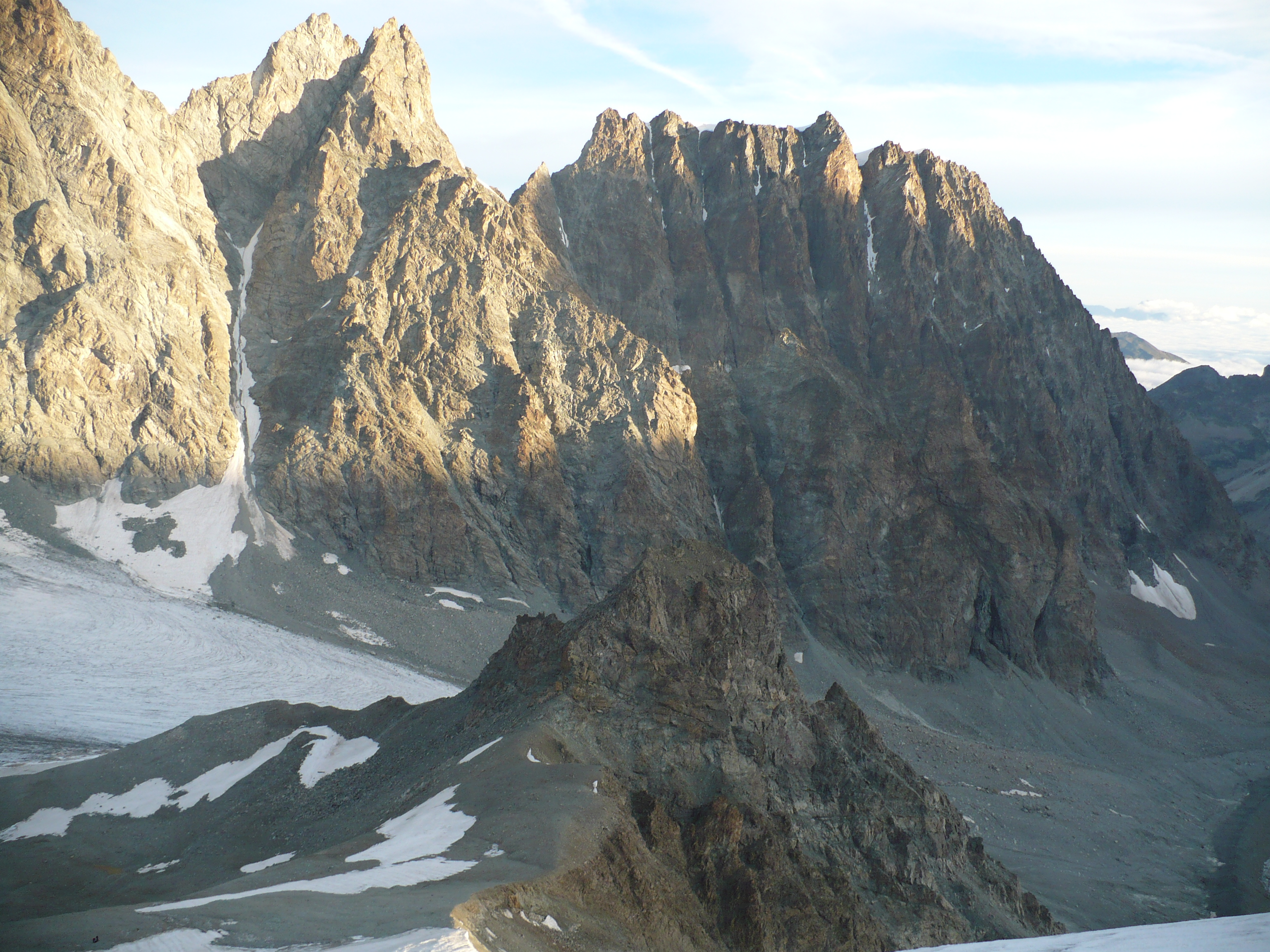
El Mont Collon visto desde la Punta Kurz (en segundo plano). A la izquierda y en primer plano el Evêque.